# インターナショナル・レスリング・アソシエーション
インターナショナル・レスリング・アソシエーション（International Wrestling Association、略称：IWA）は、プエルトリコのプロレス団体。通称「IWAプエルトリコ」。

## 歴史
1994年、FMWで悪役マネージャーとして活躍したビクター・キニョネスが母国のプエルトリコに設立。2月21日、サンフアンにあるディスコ「レベル」で旗揚げ戦を開催。4月8日、キニョネスは日本支部的な位置付けとしてI.W.A.JAPANを設立。
1994年から2001年までNWAに加盟していたが、2007年から2009年までNWAに再加盟していた。
1999年から2001年までWWFの選手育成団体であった。
2000年から2002年、日本のKAIENTAI DOJOと交流を持ち、K-DOJO新人選手のデビュー戦がIWAで行われていた。
2006年4月2日、キニョネスの死後、ホアン・リベラが引き継いでいる。
2012年6月16日に活動停止したが、2019年1月にリベラが再興。

## タイトル
- IWA世界ヘビー級王座
- IWA世界タッグ王座
- IWA世界ジュニアヘビー級王座
- IWA世界TV王座
- IWA世界女子王座
- IWAインターコンチネンタル王座
- IWAプエルトリコ・ヘビー級王座
- IWAカリビアン・ヘビー級王座
- IWAハードコア王座

## 所属選手
- サビオ・ベガ
- クリス・エンジェル
- ミゲル・ペレス・ジュニア